# Hylotelephium sieboldii
Espèce
Hylotelephium sieboldii est une espèce de plantes succulentes ornementale de la famille des Crassulacées originaire du Japon.
Elle est cultivée dans les jardins sous le nom de "Sainte-Thérèse", en raison de la période de floraison proche du 15 octobre, jour de la fête dédiée à Sainte-Thérèse d'Avila. Elle résiste au gel en perdant ses rameaux et en passant l'hiver sous forme de petits bourgeons au ras du sol.
Son nom scientifique provient du botaniste Philip Franz von Siebold, qui a étudié la flore du Japon.

## Synonyme
- Sedum sieboldii Regel (The plant list http://www.theplantlist.org/ consulté le 24 décembre 2016)

## Liste des variétés
Selon Catalogue of Life (2 juillet 2016) :
- variété Hylotelephium sieboldii var. chinense
- variété Hylotelephium sieboldii var. ettyuense

Selon NCBI (2 juillet 2016) :
- variété Hylotelephium sieboldii var. ettyuense
- variété Hylotelephium sieboldii var. sieboldii

Selon Tropicos (2 juillet 2016) (Attention liste brute contenant possiblement des synonymes) :
- variété Hylotelephium sieboldii var. chinense H. Ohba
- variété Hylotelephium sieboldii var. ettyuense (Tomida) H. Ohba
- variété Hylotelephium sieboldii var. sieboldii